# فینال جام حذفی فوتبال انگلستان ۱۹۷۷
فینال جام حذفی فوتبال انگلستان ۱۹۷۷، رقابت پایانی جام حذفی فوتبال انگلستان در سال ۱۹۷۷ میلادی است که مابین دو تیم باشگاه فوتبال منچستر یونایتد و باشگاه فوتبال لیورپول در ورزشگاه ومبلی لندن برگزار شده‌است.
این مسابقه که در تاریخ ۲۱ مه ۱۹۷۷ انجام شده‌است با نتیجه ۲ بر ۱ به سود تیم باشگاه فوتبال منچستر یونایتد به پایان رسید.